# ستراشکوو-وودوخودی
ستراشکوو-وودوخودی (به چکی: Straškov-Vodochody) یک منطقهٔ مسکونی در جمهوری چک است که در ناحیه لیتومیریتسه واقع شده‌است. ستراشکوو-وودوخودی ۸٫۴۴ کیلومتر مربع مساحت و ۱٬۰۱۹ نفر جمعیت دارد و ۲۰۵ متر بالاتر از سطح دریا واقع شده‌است.